# Adolf Kern (ziemianin)
Adolf Kern (ur. ok. 1806, zm. 26 kwietnia 1895 w Sanoku) – polski urzędnik, właściciel ziemski.

## Życiorys
Urodził się około 1806. Był synem Andrzeja (około 1825 naczelnik urzędu i skarbnik w Mrzygłodzie, w latach 30. przełożony komornik tamże). Miał brata Karola (zm. 1831 w wieku 17 lat). Na początku lat 30. rodzina Kernów zamieszkiwała w Przedmieściu Sanoka pod numerem 91.
Od około 1826 do około 1832 pracował w charakterze kancelisty 3 klasy w urzędzie c. k. cyrkułu sanockiego w Sanoku. Został właścicielem dóbr ziemskich. Jako dzierżawca z Nowosielec w lutym 1846 uczestniczył na ziemi sanockiej w przygotowaniach konspiracyjnych celem wzniecenia walk w ramach powstania krakowskiego, przygotowanego na 21/22 lutego 1846. Organizował u siebie zebrania konspiratorów Po upadku inicjatywy powstańczej znalazł się na przygotowanej przez władze cyrkułu sanockiego liście uczestników konspiracji, uwięzionych i poddanych represjom.
Od około 1848 do około 1854 był właścicielem dóbr tabularnych w Radoszycach.
Zmarł 26 kwietnia 1895 w Sanoku w wieku 89 lat. Został pochowany na cmentarzu w Sanoku w pogrzebie odprawionym przez ks. proboszcza Franciszka Salezego Czaszyńskiego 28 kwietnia 1895. We wspomnieniu w „Gazecie Sanockiej” został określony jako szanowany i sympatyczny starzec oraz typowa postać miasta.
W pierwszej połowie XIX wieku był żonaty z Zofią, córką Walentego Romera. Miał z nią dzieci: syna Rudolfa Walentego Andrzeja (1830-1832)), córkę Karolinę Lubinę (ur. 1832). W 1830 zamieszkiwał z rodziną w Sanoku pod numerem konskrypcyjnym 71. Później przez 48 lat do końca życia był żonaty z Marią Kern z domu Truskolaską. Mieli córkę Zofię, zamężną z Zygmuntem Janowskim, właścicielem dóbr w Falejówce. Małżeństwo Kernów zamieszkiwało przy ulicy Lwowskiej w domu pod numerem 313 lub 323. W październiku 1895 tę realność od Marii Kern nabył Leon Grünhaut (właściciel huty szkła w Birczy, Borownicy i Krościenku). Maria Kern zmarła w Posadzie Sanockiej dokładnie pięć lat po mężu, w dniu 26 kwietnia 1900, w wieku 82 lat.